# Каледон
 Каледон  (англ. Caledon) — містечко  в провінції Онтаріо у Канаді в регіональному муніципалітеті Піл. Містечко налічує 57 050 мешканців (2006).  Містечко — частина урбанізованого району, прозваного «Золотою підковою».

## Відомі люди
- Пітер Голланд — канадський хокеїст.
- Рей Фаркхарсон (1897—1965) — канадський медик.